# مرغ (برخوار الشرقي)
مرغ (بالفارسية: مرغ) هي قرية تقع في إيران في قسم برخوار الشرقي الريفي. يقدر عدد سكانها بـ 251 نسمة .